# 岩倉具視
岩倉 具視（いわくら ともみ、旧字体：岩倉 具󠄁視󠄁、1825年10月26日〈文政8年9月15日〉- 1883年〈明治16年〉7月20日）は、日本の公家、政治家。雅号は対岳。謹慎中の法名は友山。補職・位階勲等は、贈太政大臣贈正一位大勲位。維新の十傑の1人。

## 生涯について

### 出生から若年期
公卿・堀河康親の次男として京都で生誕。母は勧修寺経逸の娘・吉子。幼名は周丸（かねまる）であったが、容姿や言動に公家らしさがなく異彩を放っていたため、公家の子女達の間では「岩吉（いわきち）」と呼ばれた。朝廷に仕える儒学者・伏原宣明に入門。伏原は岩倉を「大器の人物」と見抜き、岩倉家への養子縁組を推薦したという。
天保9年（1838年）8月8日、岩倉具慶の養子となり、伏原によって具視の名を選定される。10月28日叙爵し、12月11日に元服して昇殿を許された。翌年から朝廷に出仕し、100俵の役料を受けた。
岩倉家は羽林家の家格を有するものの、村上源氏久我家から江戸時代に分家した新家であるため、当主が叙任される位階・官職は高くなかった。また代々伝わる家業も特になかったので、家計は大多数の堂上家同様に裕福ではなかったという。
嘉永6年（1853年）1月に関白・鷹司政通へ歌道入門するが、これが下級公家にすぎない岩倉が朝廷首脳に発言する大きな転機となる。
朝廷改革の意見書を政通に提出し、積立金を学習院の拡大・改革に用い、人材の育成と実力主義による登用を主張した。公家社会は身分が厳しく、家格のみで官位の昇進まで固定されていた。大多数の下級公家は朝議に出席できる可能性も薄かった。聴取した鷹司は意見書に首肯したものの、即答は避けたとされる。

### 八十八卿列参事件
安政5年（1858年）1月、老中・堀田正睦が日米修好通商条約の勅許を得るため上洛。関白・九条尚忠は勅許を与えるべきと主張したが、これに対して多くの公卿・公家から批判をされた。
岩倉も条約調印に反対の立場であり、大原重徳とともに反九条派の公家達を結集させ、3月12日には公卿88人で参内して抗議した。九条尚忠は病と称して参内を辞退した。しかし、岩倉は九条邸を訪問して面会を申し込んだものの、同家の家臣たちは病を理由に拒否したが、面会できるまで動かなかった岩倉に対し、九条は明日返答する旨を岩倉に伝えた。岩倉が九条邸を退去したのは午後10時を過ぎていたという（いわゆる「廷臣八十八卿列参事件」）。
3月20日、堀田正睦は小御所に呼ばれて孝明天皇に拝謁したが、そのとき天皇は口頭で「後患が測りがたいと群臣が主張しているので三家・諸大名で再応衆議したうえで今一度言上するように」と伝える。群臣とは岩倉ら反対派公卿のことで、岩倉らの反対によって勅許は与えられなかった。岩倉による初めての政治運動であり、勝利であった。
列参から2日後の3月14日、政治意見書『神州万歳堅策』を孝明天皇に提出している。その内容は、
1. 日米和親条約には反対（開港場所は一か所にすべきであり、開港場所10里以内の自由移動・キリスト教布教の許可はあたえるべきでなかった）
2. 条約を拒否することで日米戦争になった際の防衛政策・戦時財政政策

などを記している。しかし一方で単純攘夷は否定し、
1. 相手国の形成風習産物を知るために欧米各国に使節の派遣を主張する。
2. 米国は将来的には同盟国になる可能性がある。
3. 国内一致防御が必要だから徳川家には改易しないことを伝え、思し召しに心服させるべき。

として、そのため仙台藩や薩摩藩などの外様雄藩と組んで幕府と対決する事態になってはならないとしている。この時点では薩摩藩への期待がほとんど見られなかったことがわかる。

### 安政の大獄
安政5年（1858年）6月19日、大老・井伊直弼が独断で日米修好通商条約を締結。27日、老中奉書でこれを知った孝明天皇は激怒。井伊は続いてオランダ、ロシア、イギリスと次々に不平等条約を締結(安政の五カ国条約)。さらに抗議した前・水戸藩主徳川斉昭や福井藩主松平慶永（春嶽）らを7月5日に謹慎処分に処した。孝明天皇は8月8日に水戸藩に対して井伊を糾弾するよう勅令を下した（戊午の密勅）。このため、幕府は10月18日に水戸藩士・鵜飼吉左衛門を打首にするなど、尊攘派や一橋派に対する大弾圧（安政の大獄）を発動した。
岩倉は大獄が皇室や公家にまで拡大し、朝幕関係が悪化することを危惧していた。
そのため、京都所司代・酒井忠義や伏見奉行・内藤正縄などと会談し、彼らに天皇の考えを伝え、朝廷と幕府の対立は国家の大過である旨を説いた。この後、岩倉と酒井は意気投合して親しくなり、岩倉自身は幕府寄りの姿勢をとっている。

### 和宮降嫁
安政7年（1860年）3月3日に桜田門外の変で井伊直弼が暗殺された後、安政の大獄は収束して公武合体派が幕府内で盛り返した。4月12日には四老中連署で皇妹・和宮の将軍・徳川家茂への降嫁を希望する書簡が京都所司代より九条尚忠に提出された。孝明天皇はすでに有栖川宮熾仁親王に輿入れが決定済みであるとして拒否し、和宮自身も条約破棄を暗に求める返事をした。
岩倉の意見書でも知名度の高い『和宮御降嫁に関する上申書』はこのときに天皇に提出された。内容は、天皇が岩倉を召して諮問（しもん）した際に答えたものである。
この中で岩倉は、今回の降嫁を幕府が持ち掛けてきたのは、自らの権威が地に落ちて人心が離れていることを幕府が認識しているからであり、朝廷の威光によって幕府が自らの権威を粉飾する狙いがある、と分析し、
- 皇国の危機を救うためには、朝廷の下で人心を取り戻し、世論公論に基づいた政治を行わねばならないが、この収復は急いではならない。急げば内乱となる。今は「公武一和」を天下に示すべき。
- 政治的決定は朝廷、その執行は幕府があたるという体制を構築すべきである。
- 朝廷の決定事項として「条約の引き戻し（通商条約の破棄）」がある。今回の縁組は、幕府がそれを実行するならば特別に許すべき。

と結論した。
孝明天皇は6月20日に条約破棄と攘夷を条件に和宮降嫁を認める旨を九条尚忠を通じて京都所司代に伝えた。幕府としてはもはや和宮降嫁ぐらいしか打開策が無い手詰まり状態だったため、無茶だと知りつつ、ついに7月4日、四老中連署により「7年から10年以内に外交交渉・場合によっては武力をもって破約攘夷を決行する」と確約するにいたった。
文久元年（1861年）10月20日、和宮は桂御所を出て江戸へ下向し、岩倉もこれに随行することとなった。東久世通禧の回顧録によると岩倉が和宮下向の支度を万事手配したという。また出発前には孝明天皇が随行する岩倉と千種有文を小座敷に呼び出して勅書を与え、老中にこの書状の中のことを問いただすよう命じた。すなわち岩倉は単なる随行員ではなく勅使として江戸へ下向することとなった。下級公家の岩倉が軽んじられず老中と対等に議論できるようにとの天皇の配慮であったという。
11月26日、岩倉は江戸城で久世広周や安藤信正といった老中と面会。ここで岩倉は孝明天皇の勅書の質問はもちろん、それとは別に幕府が和宮を利用して廃帝を企んでいるという江戸市中の噂の真偽を問うている。老中らは下々の捏造であると回答したが、そのような噂が市中で立ったこと自体不徳として陳謝し、老中連署の書状で二度とないことを誓うと答えた。しかし岩倉は譲らず、誓書を出すなら将軍・家茂の直筆で提出せよと命じた。家康以来、将軍が誓書を書かされるなどということは無かったのでさすがに老中たちはその場での即答を避けたが、結局3日後に将軍・家茂が誓書を書くことが岩倉に伝えられた。もちろん岩倉としても意味もなくこのような言いがかりをつけていたわけではなく、朝廷権力の高揚のためであった。家茂が岩倉に提出した誓書は以下の通り。
12月14日、岩倉は意気揚々と江戸をたち、24日には京都へと戻った。しかし先立つ11日に実母の吉子（勧修寺経逸の娘）が死去したため、喪に服するため参内を遠慮し、将軍誓書はかわりに千種有文が12月25日に孝明天皇に提出している。孝明天皇はこれに大変喜び、岩倉の復帰後の2月11日には岩倉を召して「勲功の段感悦す」とまでいってその功労をねぎらった。

### 失脚
文久元年（1861年）には長州藩主・毛利慶親が議奏・正親町三条実愛を通じて「航海遠略策」を孝明天皇に献策した。朝廷主導の公武合体、現実的開国、将来的攘夷を唱えたこの書は天皇から高い評価を受け、天皇は長州藩にこの書を幕府にも伝え公武周旋にあたるよう命じた。幕府にとっても悪い策ではなかったので12月30日には徳川家茂からも慶親の江戸出府を待って長州藩に公武周旋役を任せる内定が下った。
そして文久2年（1862年）4月7日には孝明天皇が諸臣に対して先に幕府老中が連署で提出した10年後の攘夷決行をおこなう誓書を公表し、もし約束の期日が来ても幕府が行動を起こさないなら朕みずからが公家と大名を率いて親征を実施し破約攘夷を行う、とまで宣言した。
さらに4月10日には先の長州藩への公武周旋任命に危機感を募らせた薩摩藩の島津久光が和宮降嫁や安政の大獄の弾圧のせいで天朝が危機に瀕しているとして入京してきた。久光は天皇から京都の守護を命じられ、京都所司代は完全に有名無実化した。その後、天皇は安政の大獄で処分された人々の復帰を幕府に命じ、7月に幕府はこれを受けて久光と岩倉が決めた「三事策」の通りに徳川慶喜を将軍後見職、松平春嶽を政事総裁職として復帰させることを余儀なくされた。7月6日には長州藩京屋敷において毛利敬親が孝明天皇の悲願破約攘夷を実現させるために尽力・周旋をするという攘夷の立場を明確に藩論と定めると家臣たちに言い渡した。
こうしためまぐるしい情勢の中、尊王攘夷運動は各地で高まりを見せるようになった。岩倉は一貫して朝廷権威の高揚に努めていたのだが、結果的には和宮降嫁に賛成し、さらに京都所司代の酒井忠義と親しくしていたことなどから尊王攘夷派の志士たちから佐幕派とみなされるようになっていった。そして尊攘派は岩倉を排斥しようと朝廷に圧力をかけるようになる。正親町三条実愛は、岩倉にまず孝明天皇の近習をやめるよう勧告し、岩倉はこれに従って7月24日に近習職を辞した。しかし岩倉排斥の動きはもはや止まらず、8月16日には三条実美、姉小路公知など13名の公卿が連名で岩倉具視・久我建通・千種有文・富小路敬直・今城重子・堀河紀子の6人を幕府にこびへつらう「四奸二嬪」として弾劾する文書を関白・近衛忠煕に提出するにいたる。孝明天皇にまで親幕派と疑われ、8月20日に蟄居処分、さらに辞官と出家を申し出るよう命じられてしまう。岩倉は逆らわず辞官して出家。朝廷を去った。

### 蟄居時代

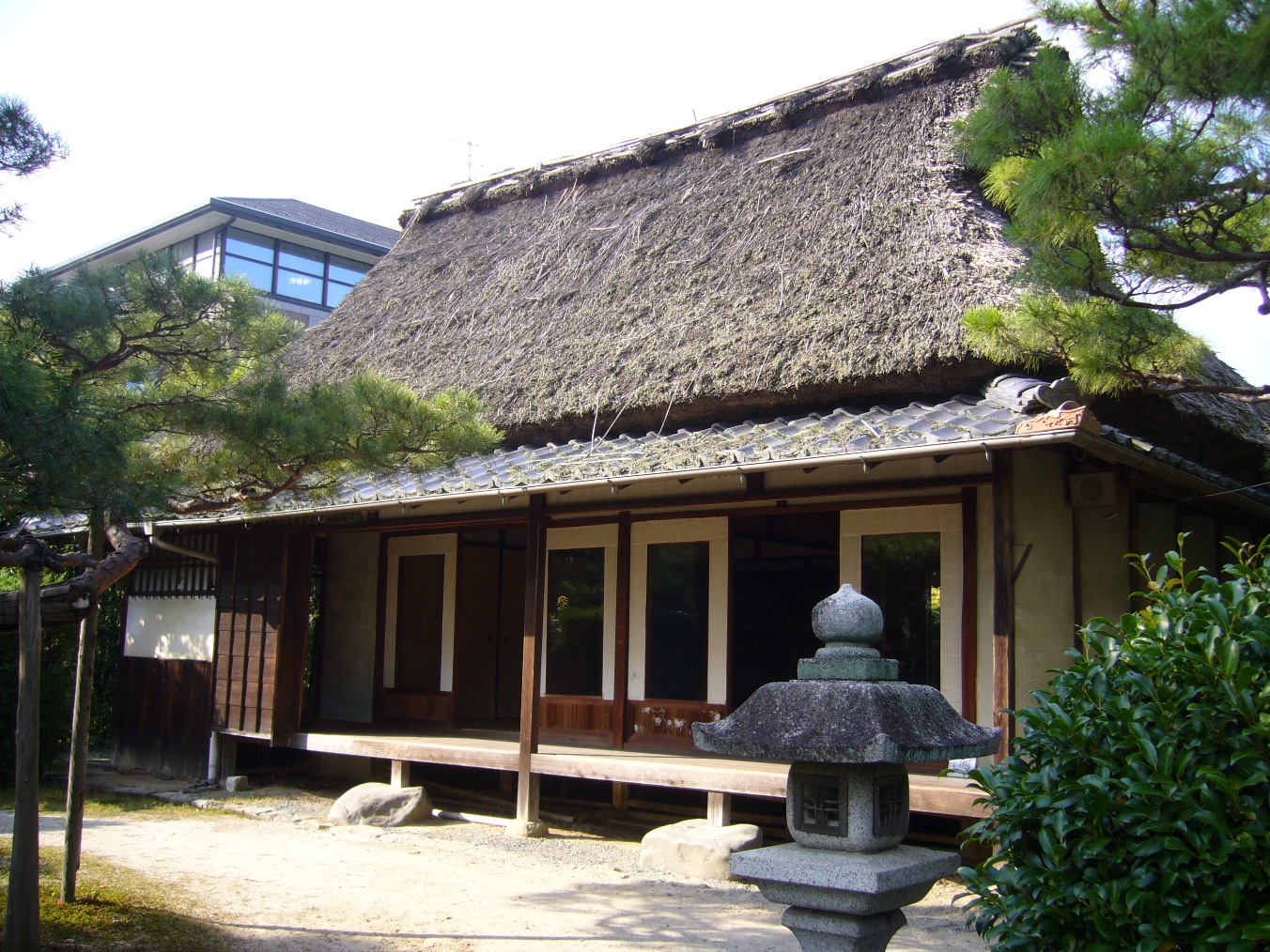
岩倉具視幽棲旧宅・こちらは幽棲中に増築された建物

土佐藩士・武市半平太ら攘夷強行論者は岩倉への処分が甘いと主張し、遠島に処されるべきだったとまで書く。さらに岩倉は、京都から退去しなければ首を四条河原に晒すといった天誅の予告文まで受けた。そのため邸で蟄居するわけにもいかなくなり、まず西賀茂の霊源寺に身を隠した。
岩倉は僧体になって霊源寺へ逃げ込んだ9月13日の日記に「無念切歯に絶えず」と書いている。翌日の日記にも「無念の次第やるかたなし」「今度の事件、実に夢とも現とも申し難き次第、如何なる宿縁のしからしむるところか、毛頭合点がまいらず」と悔しさをつづり続けている。9月15日、養父・具慶の甥が住職をしている洛西の西芳寺に移り住んだ。9月26日、近衛忠煕は九条・久我・岩倉らは洛中に住んではならぬと追放令を発令。岩倉が移住先に困っていたところ、10月4日に長男の具綱が洛北の岩倉村にある住居を用意してくれたのでそこへ移った。

岩倉は洛中への帰参が許される慶応3年（1867年）11月までこの地で5年間も蟄居生活を送ることとなる。幽居中も政治活動を続けた岩倉はここでも浪士らにつけ狙われた。
2年ほど最初の住居で過ごした後、岩倉村の大工から質素な平屋建て二棟建ての住居を譲り受けて移り住んだ。この建物は岩倉具視幽棲旧宅として現在も公開されている。
元治元年（1864年）7月19日に禁門の変（蛤御門の変）が発生し、京都の攘夷強行論者が一掃されたが、赦免はなく、引き続き岩倉村で暮らした。しかし薩摩藩や朝廷内の同志たちが再び岩倉のもとへ訪れるようになり、慶応元年（1865年）の秋ごろからは岩倉も『叢裡鳴虫』をはじめ政治意見書を再び書くなど、朝廷や薩摩藩の同志に送るなどの活動を行うようになった。
また、この間に薩摩藩の動向に呼応する形で従来の公武合体派だった立場を倒幕派へ変更した。
慶応2年（1866年）6月7日からはじまった第二次長州征伐は長州軍の決死の反攻で幕府軍の苦戦が続く中、7月18日には広島藩主・浅野長訓、岡山藩主・池田茂政、徳島藩主・蜂須賀斉裕ら外様雄藩が孝明天皇に征長軍解体の建白書を提出。20日には薩摩藩からも解兵の建白書が出された。岩倉も薩摩藩と同様、解兵および長州藩との和解に賛成し、かつての勤王の功績を重んじて禁門の変は寛大な処置で許すべきと主張した。そして朝廷首脳部、特に中川宮を徳川慶喜と松平容保の報告を鵜呑みにして天下の大勢を見ない人物と評して激しく批判した。岩倉は朝廷の悪執政を正すため再び列参を画策。この意見に中御門経之が賛同し、薩摩藩の井上石見と藤井良節らが工作に当たった。8月30日、朝廷改革（中川宮・二条斉敬らの追放、近衛忠煕の関白再任、幽閉状態の公卿たちの赦免など）を掲げて中御門経之はじめ二十二卿が連なって参内した（岩倉は参内禁止中）。
12月25日、孝明天皇が天然痘により崩御。政治混乱期の突然の崩御であったためこの崩御には古くから毒殺説があり、岩倉が容疑者として疑われたが、事の真偽は不明。詳細は孝明天皇#崩御にまつわる疑惑と論争を参照。
慶応3年（1867年）1月9日、明治天皇が15歳にして即位。新帝即位に伴う大赦により1月15日と25日に文久3年（1863年）の政変・禁門の変にかかわった者が赦免され、九条尚忠はこの際に赦免されたが、岩倉・久我・千種・富小路ら列参関係の公卿は赦免されず、11月に赦免された。なおこの間、10月14日に二条城で大政奉還が行われ、翌15日には二条斉敬から徳川慶喜に対して奉還の勅許が与えられ、公式には朝廷に政権が返上された。

### 王政復古
年少の天皇、慶喜の言いなりの朝廷首脳部、徳川家の所領を背景に引き続き実質的権力を握ることになるであろう慶喜から実権を奪うため、岩倉は薩摩の大久保利通、土佐の後藤象二郎、公卿の中御門経之・中山忠能・正親町三条実愛らとともに慶喜に辞官納地をさせる計画に参加した。
慶応3年（1867年）12月8日から翌9日にかけて中川宮・二条斉敬ら朝廷首脳部、有栖川宮熾仁親王・山階宮晃親王・仁和寺宮嘉彰親王ら皇族、島津茂久・山内容堂・松平春嶽・徳川慶勝・浅野茂勲ら大名を交えた朝議がおこなわれた（事前に岩倉たちの計画をつかんでいた慶喜は病と称して欠席）。
慶応3年12月9日（1868年1月3日）に入ってから岩倉らが参内し、新政府人事と慶喜の処分を求める王政復古の大号令案を奏上した。王政復古案の合意は容易であったが、新政府の人事案をめぐっては松平春嶽と大久保利通が論争となる。最終的には有栖川宮を政府首班の総裁とし、松平春嶽・山内容堂らを議定、岩倉や大久保らを参与とする新政府が樹立される。
慶喜の処遇についても山内容堂や松平春嶽から意見が出され、小御所において岩倉や大久保と再び激論となった。しかし最後には岩倉らが春嶽・容堂を論破して慶喜に辞官納地返上を命じることが決まる（小御所会議）。
松平春嶽と徳川慶勝（議定）が使者として慶喜のもとへ派遣され、新政府の決定を慶喜に通告した。通告を受けて慶喜は辞官と領地の返納を謹んで受けながらも配下の気持ちが落ち着くまでは不可能という返答をおこなった。実際この通告を受けて「幕府」の旗本や会津藩の過激勢力が暴走しそうになったため、慶喜は彼らに軽挙妄動を慎むように命じ、
慶応3年12月13日（1868年1月7日）には政府に恭順の意思を示すために京都の二条城を出て大阪城へ退去している。春嶽はこれを見て「天地に誓って」慶喜は辞官と納地を実行するだろうという見通しを総裁に報告する。しかし大阪城に入ったあとも慶喜からは連絡がなかった。
23日と24日にかけて政府においてこの件について会議が行われた。参与の大久保は慶喜の裏切りが始まったと判断し、ただちに「領地返上」を求めるべきだとしたが、松平春嶽は旧・幕府内部の過激勢力が慶喜の妨害をしていると睨み、それでは説得が不可能として今は「徳川家の領地を取り調べ、政府の会議をもって確定する」という曖昧な命令にとどめるべきとした。岩倉も春嶽の考えに賛成し、他の政府メンバーも概ねこれが現実的と判断したため、この命令が出されることに決した。この命令を受けて慶喜は承知の誓書を政府に提出した。
慶応3年12月28日（1868年1月22日）には岩倉が参与から議定へと昇進。名実ともに朝廷首脳部の一人となった。
しかし慶応4年に入り、慶喜が突然薩摩征伐を名目に事実上京都占領を目的とした出兵を開始した（鳥羽・伏見の戦い）。新政府に緊張が走り、慶応4年1月3日（1868年1月27日）に緊急会議が招集された。参与の大久保は旧・幕府軍の入京は新政府の崩壊であり、錦旗と徳川征討の布告が必要と主張したが、議定の松平春嶽は薩摩藩と旧・幕府勢力の勝手な私闘であり政府は無関係を決め込むべきと反対を主張。会議は紛糾したが、議定となったばかりの岩倉が徳川征討に賛成したことで会議の大勢は決した。
新政府は徳川慶喜征討軍の大将軍に仁和寺宮嘉彰親王を任じ、親王は錦旗を掲げて東寺に進軍。ここを徳川追討の本陣に定めた。錦旗の登場に各藩次々と政府に応援を派遣し、旧・幕府軍は家康から「国に大事があるときは、高虎を一番手とせよ」とまで言われた徳川家の友邦、津藩の藤堂家にも寝返られて砲撃を受け敗走。6日夜、徳川慶喜は側近数名とともにひそかに江戸へ逃れた。予想以上の成果であり、徳川征伐に反対した松平春嶽の政府内での発言力は弱まり、賛成した岩倉の発言力が大きく増すこととなった。
慶応4年1月7日（1868年1月31日）、在京の諸大名が小御所へ集められ、岩倉がその場で大名たちに「帰国したい者は帰国せよ。大阪に行きたい者は行け。勤王の意思がある者はその旨明日までに誓書にせよ」と一喝すると、諸大名たちは岩倉の迫力に震えあがり、全員が誓書を提出した。

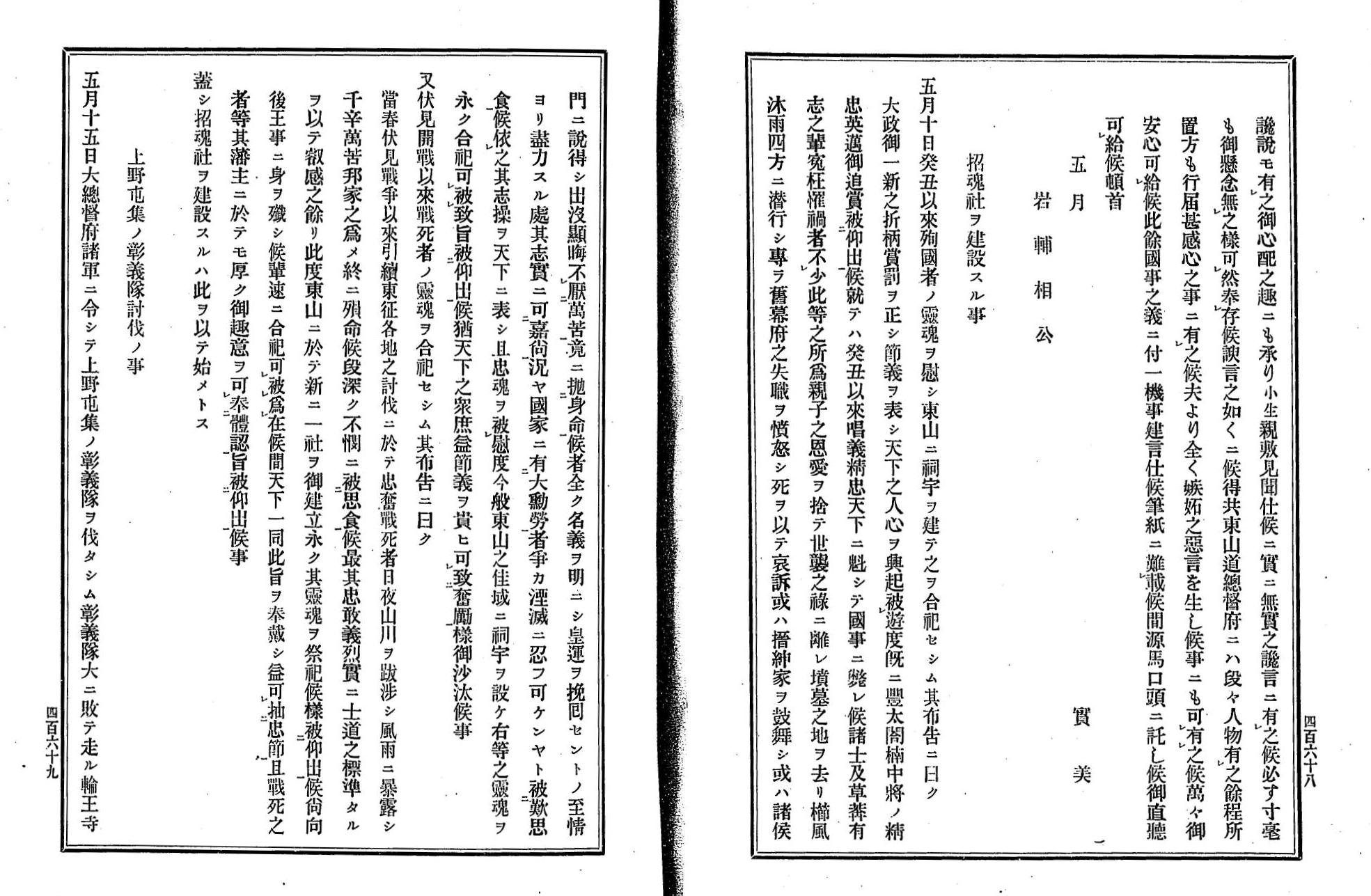
岩倉具視「招魂社を建設する事」。

慶応4年1月10日（1868年2月3日)、曖昧になっていた徳川領の問題は、今回の反逆によって没収を明確に宣言され、そのすべてが天朝の御料となることが布告された。
慶応4年1月17日（1868年2月10日）、政府の首脳部が分担方式の内閣制となり、総裁を首班にして内国事務、外国事務、陸海軍事務、会計事務、刑法事務、制度事務、神祇事務の七閣僚が置かれることとなった。岩倉は海陸軍事務と会計事務という最も重要なセクションを任された。名目上の行政の責任者は総裁であるが、その地位にある熾仁親王は自ら政治的権力を振るうことを嫌がったので、議定や参与たちの会議によって決したことをほとんどを裁可した。よってこの人事をもって日本に実質的に岩倉を首班とする政権が誕生したと、言うことになる
のちには、黒船来航時の殉国者と伏見戦争（戊辰戦争）の殉国者を併せて慰霊するため、招魂社（靖国神社の前身）の設立を決定した。その境内には競馬場も設置され、神事として陸軍主催の競馬が催され、優秀な軍馬は払下げられるなどして、競馬産業の発展と軍資金の確保をもたらした。

### 日本政府首脳へ
閏4月21日には政府機構の再編が行われ、アメリカ合衆国の政治制度が参考にされ、行政部・立法部・司法部にわかれた三権分立型政府へ移行した。岩倉はこのうち行政官の中の輔相という国内行政全般と宮中の庶務を監督する役職に就任。三条実美とともに二人体制での就任だったが、三条は徳川家の処分の全権を任されて西郷隆盛を従えて江戸へ出ていたので岩倉が実質的な首班であった。岩倉は就任早々宮中改革として公家に学問の時間を与えるため、公家の宿直（御所での24時間勤仕）の制度を廃止。また御所内の庶務にかかる人数も大幅に削減した。これらが旧公家層の非難の的になっているが、御一新（明治維新）のためやり遂げねばならないと江戸にいる三条にあてた手紙につづっている。
上野戦争後、江戸が平定されると江戸市民から天皇江戸行幸の期待が高まり、8月には明治天皇が東京（江戸を改称）を行幸することが発表された。岩倉以下、中山忠能（議定）・木戸孝允（参与）・伊達宗城（議定）ら政府閣僚メンバーも天皇に供奉した。10月13日、東京城（旧江戸城）へ天皇が入城し、ここを新皇居と定めた。しかし京都市民の感情に配慮して1869年（明治2年）1月に明治天皇は京都に還幸している。岩倉も供奉して京都へ戻ったが、岩倉は京都に戻った後に突然病を理由に補相の辞職を求めた。大久保や木戸は慰留したが、岩倉の意思は固く1月17日には辞職してしまった。

### 版籍奉還と廃藩置県
岩倉の辞任後、政府では版籍奉還が検討されるようになった。岩倉は版籍奉還に関する意見書を政府に提出し、この中で藩主達は中央政府から任命された行政官（知事）ということにし、当分は知事に領地を管理させる。しかし支配の実態は確実に中央政府へ移し、知事個人には土地および人民は私有物ではないことを周知徹底させ、藩政と家政も明確に区分させ、混同させないようにすべきとした。
6月の版籍奉還後、再び行政組織の再編があり、古代の官制「省」を模した体制となった。すなわち政府首班を左右大臣・大納言・参議で構成し、その下の行政組織として民部省・大蔵省・兵部省・刑部省・宮内省・外務省の六省がおかれた。三条実美が行政責任者の右大臣となり、岩倉はその補佐役の大納言に就任した。参議には大久保利通・前原一誠・副島種臣ら旧武士階級が就任した。政治家たる旧公家と官僚たる旧武士層がより一体化し、版籍奉還に対応できる強力な中央集権国家を企図した体制であった。
1870年（明治3年）、岩倉は意見書「建国策」を記した。そこでは、
- 国家経論の根本を定む可き事
- 政府の歳入歳出を明かにして其計算を国民に知らしむ可き事
- 郡県の体を大成せんために暫時其方針を示す可き事
- 士族及び卒に農工商の業に就くことを勧誘す可き事
- 藩知事れん下（天子の膝下）に在住せしむ可き事
- 天下の民治の規則を一定して民部省の総括に帰せしむ可き事
- 天下の財源を一定して大蔵省の総括に帰せしむ可き事
- 天下の兵制を一定して兵部省の総括に帰せしむ可き事
- 天下の刑罰及び人民訴訟の法を一定して刑部省の総括に帰せしむ可き事
- 天下に中小学校を設置して大学に隷属せしむ可き事

などの項目を掲げて、これらが封建主義でない近代国家の原則であるとし、すなわち民政・財源・兵制・訴訟法・教育の全国統一化を主張している。
1871年（明治4年）2月、三条邸に岩倉具視・大久保利通・西郷隆盛・木戸孝允・板垣退助ら政府首脳が集まり、廃藩置県に備えて藩の指揮権に属さない天皇直属の御親兵をつくる必要があるということで一致。薩摩・長州・土佐の三藩に兵を出すよう命じ、8,000人の親兵が急遽組織された。7月14日には明治天皇が全知事を皇居に呼び出し、廃藩置県を宣告した。政府の予想に反して全ての知事が賛同し、懸念された抵抗や反抗はまったく見られず、この日、藩はひとつ残らず日本から消滅した。所領を失った「大名」たちは全員東京へ召集され、華族としての責務を果たしていくことになる。日本は一つの国家、一人の元首のもとで統一国家としてスタートを切ることとなった。

### 岩倉使節団

岩倉使節団の面々。左から木戸孝允、山口尚芳、岩倉、伊藤博文、大久保利通。

廃藩置県があった同じ日、岩倉は外務卿（外務省の長官）に就任している。さらに7月には太政大臣が新設されて三条実美が就任したので岩倉が右大臣を兼務した。
外務卿になった岩倉には「条約改正」という難題が迫っていた。かつて徳川幕府が結んだ不平等条約・日米修好通商条約は条約改正についての両国間の交渉は1872年（明治5年）7月1日までできないとするとしており、それがもうじき切れるところであった。しかし、今交渉してもアメリカ側が日本の法律・諸制度が依然として「万国公法」に準拠していないことを理由に不平等条約を維持しようとするのは目に見えていた。そこで欧米に使節団を送り、日本が依然文明開化していないことを欧米に伝え、それらの国々で近代化の様子を視察させてもらい帰国後それらを日本に導入し、文明開化を成し遂げた段階で条約交渉をしてほしいと要請して条約改正交渉を引き延ばすことが政府方針として決まった。大隈重信らは国書の原案で延期の期限を3年としたが、岩倉は無期限とすべきとしたので国書には期限は設けられなかった。
使節団には外務卿である岩倉自らが特命全権大使として参加し、参議・木戸孝允や大蔵卿・大久保利通、工部大輔・伊藤博文らを副使として伴い、1871年12月23日（明治4年11月）に横浜港をたち、1年10か月にわたり欧米諸国を巡り、各国元首と面会して国書を手渡したが、条約改正の糸口はつかめなかった。
この旅の中で岩倉は各国で激しいカルチャーショックを受けた。アメリカは岩倉の想像をはるかに超えており、よほど衝撃的だったようで三条に宛てた書状にも「殷富を進むるにおいて意想の外を出るに驚嘆」とまで称している。さらにその原因は鉄道にあるとし、日本の繁栄も鉄道にかかっており日本の東西を結ぶ鉄道の設置が急務とする。岩倉が帰国後日本鉄道会社の設立に積極的に携わったのもそのためである。またイギリスでは日本では考えられない工業技術に圧倒された。特に工場で生産されるのは、道具や武器だけに留まらず、チョコレートやビスケットなどの身近な食料すら大量生産され、自国での消費だけでなく、世界各地に輸出されているという状況には驚嘆した。もはや条約改正どころではなく使節団は各国への留学が主要目的となった。
ちなみに、岩倉は1871年（明治4年）8月に断髪令が出た後も髷は日本人の魂であると考え、落とすことを拒んでいた。そのため訪米時も髷と和服姿であったが、アメリカに留学していた子の岩倉具定らに説得され、シカゴで断髪している。

### 明治六年政変

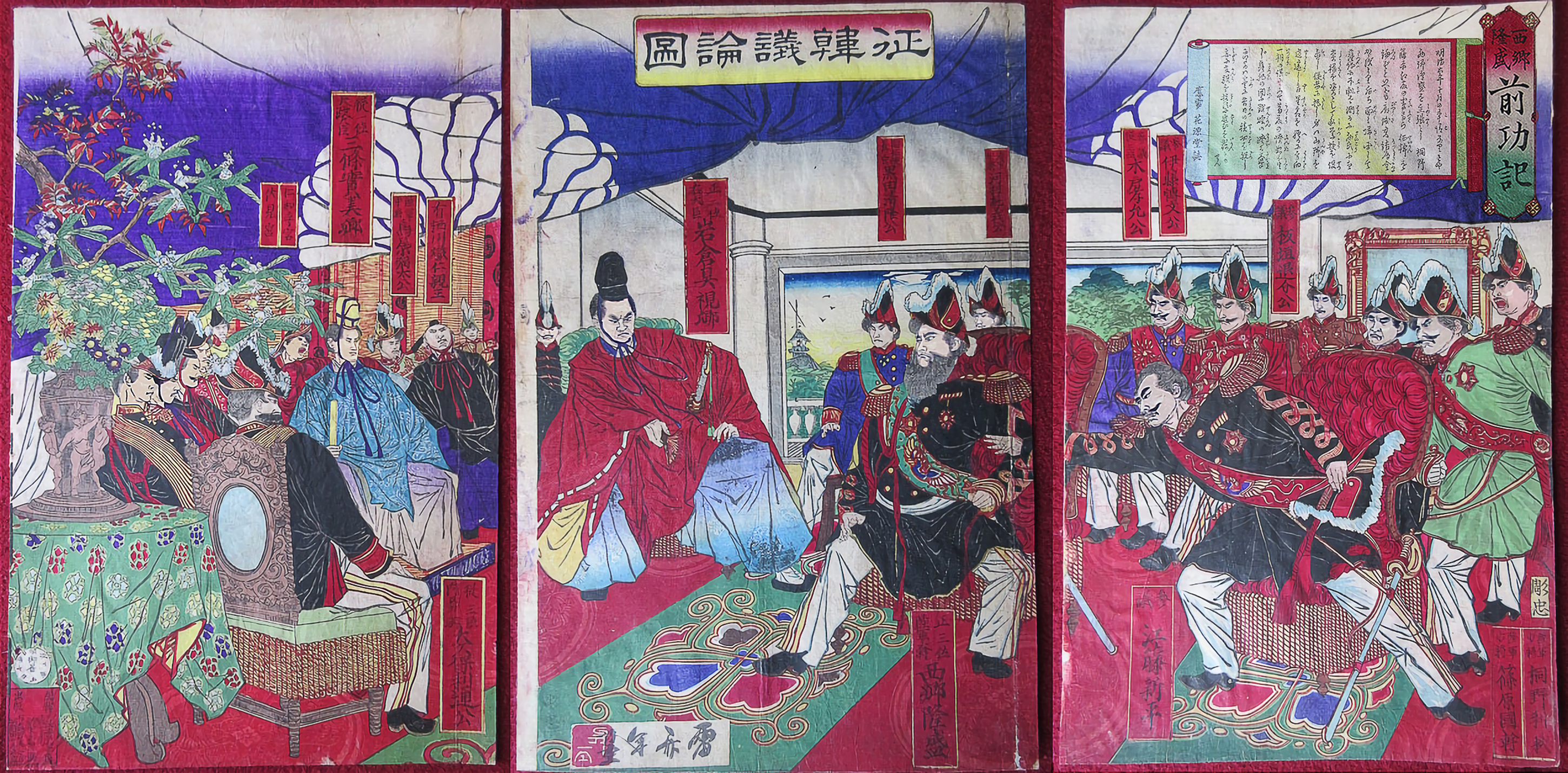
岩倉（中央左）と西郷（中央右）らによる征韓論争は岩倉派が勝利し、敗れた西郷・江藤らによる士族反乱に繋がった。

1873年（明治6年）8月、岩倉不在の留守政府では、西郷隆盛が依然鎖国政策をとって開国を拒否する李氏朝鮮に、自らを使者として送り込むべきだと主張し、閣議で遣使は決定された。西郷は朝鮮にて自らが死ねば、戦争の大義名分となると考えていた。しかし三条が明治天皇に奏上したところ、天皇は「岩倉の帰国を待ってから熟議するべき」と命じた。
岩倉は9月13日に横浜に到着。この論争を聞き、すぐに内務優先を唱えて征韓論に反対の立場を表明した。朝鮮を敵に回すことは宗主国である清も敵に回すことであり、今の日本には勝ち目はないと考えた。海軍卿の勝海舟も「日本には依然軍艦も輸送のための船舶も不十分で海戦はできない」という見解を示した。また大蔵卿の大久保利通も「もし勝ったところで戦費に見合うだけの国益があるとは思えない」として反対した。
しかし閣議は主席の三条のどっちつかずの態度もあって議論が紛糾した。西郷も岩倉も否決された時は辞職を願い出る構えを見せた。収拾に苦慮した三条は10月18日に心臓病で倒れた。10月20日、右大臣の岩倉が代わって太政大臣代理となり、10月22日には天皇の裁断をもって西郷隆盛の意見を退け、遣使を中止させた。不服とした西郷は参議・近衛都督を辞職して鹿児島へと帰国していった。西郷派の板垣退助・江藤新平・後藤象二郎・副島種臣らの参議も辞職した。
これ以降、征韓論を支持する不平士族から政府への不満が噴出し、1874年（明治7年）1月14日夜8時過ぎには赤坂仮皇居から退出しようとした岩倉が不平士族の武市熊吉（高知県士族）に襲撃される事件が発生（喰違の変）。岩倉は負傷したが命に別条はなかった。さらに2月1日には佐賀で江藤新平をかついでの不平士族の反乱（佐賀の乱）が発生する。そして1877年（明治10年）には西郷を担いだ西南戦争が勃発することになる。

### 華族問題
1876年（明治9年）4月19日に岩倉は、華族会館の館長となる。しかし明治初期の華族達は、具体的に何をする者達なのか明確にされなかったこともあって、後と比べると独立性が強く、特に大名出身者と公家出身者でたびたび衝突をおこすような有様だった。だが、岩倉の頭にあった華族とは欧州型の貴族であって、つまりその使命とは皇室を支えることにのみあるものであった。したがって昔の枠組みによる下らない対立は無駄であることを全華族に解らせる必要があった。
そこで岩倉は強烈な華族統制政策をとるようになった。まず全華族を組織に組み込むため、会館に部長局を設置して自ら督部長となり、出身別に6部に分け各部長を設けるなどして組織化をはかり、華族統制を強めた。また華族懲戒令（太政官達）を定めて、華族の品位を汚したものは処罰することとした。この法令による処罰は犯罪はもちろんとしてスキャンダルや家財の浪費も対象となった。また一方で1877年（明治10年）には華族の金禄公債を資本金にして華族銀行と呼ばれた第十五国立銀行を創設し、華族の財産の保護にもあたった。
華族に連帯感を持たせるためだったのだが、結果としてはこの銀行の保護を受けたのは旧公家華族であり、また館長たる岩倉自身も元公家という経歴であるから、公家贔屓な政策と武家出身の華族から不満が続出するようになり、1877年（明治10年）7月には、松平春嶽・伊達宗城・毛利元徳・島津忠義ら有力武家華族が連署で部長局（すなわち岩倉）による華族統制の廃止を求める要望書が提出される。
岩倉は逆らわず、要求通り、11月15日に部長局を廃止。12月4日には館長も辞職する。この際に宮内省の中に華族局をもうけさせてここに華族の統制を譲り渡した。以降も政府を通じて華族統制につとめつつ、最終的には帝国議会の貴族院が開かれたことで自然に華族の役割もはっきりして旧武家も旧公家も同質化していき、華族間の対立は解消されていくことになる。

### 立憲問題
1875年（明治8年）4月14日、明治天皇が「漸次に国家立憲の政体を立てる」という詔書を出した（立憲政体の詔書）。三条実美や木戸孝允・板垣退助（木戸の推挙で再び政府に復帰していた）が奏上したのだが、岩倉はこれに対して国体一変の恐れがあるとして詔書に反対の立場であった。詔書が出されたことに抗議の意を示すため、4月21日に三条に辞表を提出。さらに三条が却下したのを見ると、岩倉は病気として政府に出仕することを拒否するようになってしまった。大久保利通が再三にわたり、もう一度出仕してほしいと依頼してきたので、10月から一応出仕はすることとなったが、岩倉はなお立憲に反対であった。
しかし1880年（明治13年）頃から自由民権運動が高まり、憲法制定論議が加速し、さらに1881年（明治14年）6月下旬には法務官僚・井上毅から具申を受けたことで、岩倉もいよいよ考えを変えて、憲法制定の必要性を痛感するようになった。問題は誰に憲法制定を任せるかであった。
急進派の大隈はイギリス流の議院内閣制の憲法を主張。たいして漸進派の伊藤はドイツ憲法を模範として議院内閣制はとらず君主大権を温存する憲法を主張した。最終的に岩倉が憲法制定をまかせたのは伊藤であった。このあと伊藤は北海道開拓使官有物払下げ問題が起こる中、民権運動と大隈重信を結びつけて解任を計画するようになる。この間、岩倉は休養を取って有馬温泉にいたが、東京に戻った翌日の1880年（明治13年）10月7日に伊藤が岩倉邸に訪れて、大隈解任と国会開設の勅諭の了承を求めた。岩倉はこれを了承し、12日に大隈を罷免する（明治十四年の政変）。こうして1882年（明治15年）3月14日、伊藤が憲法調査のためヨーロッパ各国へと派遣されることとなったのであった。

### 死去
しかし岩倉自身は、伊藤博文の帰国も、大日本帝国憲法の制定も、その目で見ることはできなかった。
1883年（明治16年）初め頃には咽頭癌の症状がはっきりと出始めていた。岩倉は5月25日には京都御所保存計画のため京都へ赴いたが、ここでますます症状が悪化する。これを聞いた明治天皇は、勅命により東京大学医学部教授をしていたエルヴィン・フォン・ベルツを京都に派遣して診察させた。岩倉はここでベルツからは癌告知を受けたが、これが記録に残る日本初の癌告知である。その後船で東京へ戻され、明治天皇から数度の見舞いを受けたが回復することはなく、最後の天皇の見舞いの翌日の7月20日死去。享年59。7月25日に日本初の国葬が執り行われた。墓所は東京都品川区の海晏寺。
生前は爵位制度がなかったため授爵することはなかったが、死の翌年1884年（明治17年）7月7日に華族令が施行され、同日、養子具綱（具視長女増子夫）から家督を継いだ次男具定が「偉勲」あるものとして公爵を授爵した。

## 官歴
※ 日付は1871年（明治4年）までは旧暦。
- 天保9年（1838年）
  - 10月28日、従五位下に叙す。
  - 12月11日、元服し、昇殿を許される。
- 天保12年（1841年）6月4日、従五位上に昇叙。
- 弘化2年（1845年）2月18日、正五位下に昇叙。
- 嘉永7年（1854年）
  - 3月20日、侍従任官。
  - 6月10日、従四位下に昇叙。
- 万延元年（1860年）12月29日、右近衛権少将に任ず。
- 万延2年（1861年）1月5日、正四位下に昇叙。
- 文久2年（1862年）
  - 5月15日、左近衛権中将に任ず。
  - 8月20日、左近衛権中将を辞退し、蟄居。
  - 8月22日、落飾。法名友山。
- 慶応3年（1867年）
  - 12月9日、参与。
  - 12月27日、参与から議定に異動兼務。
- 慶応4年（1868年）
  - 1月9日、副総裁兼任。
  - 1月27日、会計事務総督及び海陸軍事務総督兼務。
  - 2月2日、従三位に昇叙し、右兵衛督に任官。
  - 2月20日、会計事務総督及び海陸軍事務総督辞職。
  - 閏4月20日、副総裁辞職。
  - 閏4月21日、制度改正により、議政官たる上局議定及び輔相兼務。
- 1869年（明治2年）
  - 1月7日、輔相辞職。
  - 1月25日、正二位に昇叙し、権大納言に任ず。
  - 7月8日、制度改正により、上局議定より大納言に異動。
  - 11月23日、兵部省御用掛兼務。
- 1871年（明治4年）
  - 7月14日、制度改正により大納言から外務卿に異動。
  - 10月8日、右大臣並びに遣外使節団特命全権大使に異動。
  - 11月12日、横浜出航。
- 1873年（明治6年）
  - 9月13日、横浜帰航。
  - 10月20日、太政大臣代理兼任。但し、同日のみ。
- 1876年（明治9年）
  - 4月19日、華族会館長兼帯。
  - 5月18日、従一位に昇叙。
  - 5月26日、華族督部長兼務。
  - 12月29日、勲一等旭日大綬章受章。
- 1882年（明治15年）
  - 11月1日、大勲位菊花大綬章受章。
  - 11月15日、華族督部長職廃止。
  - 12月4日、華族会館長辞職。
- 1883年（明治16年）
  - 4月7日、宮内省編纂局総裁心得兼務。
  - 7月20日、死去。
  - 7月23日、贈・太政大臣[7]。
  - 7月25日、国葬。
- 1885年（明治18年）7月20日、贈正一位。

## 人物・逸話

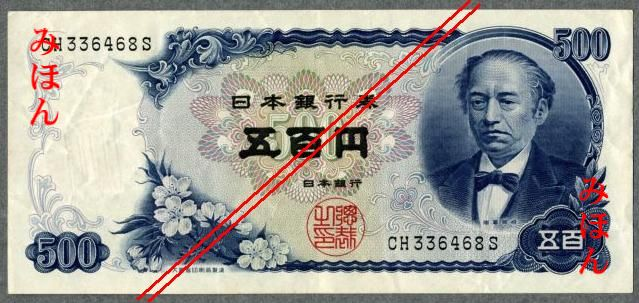
岩倉具視の肖像が描かれた五百円札（C五百円券）

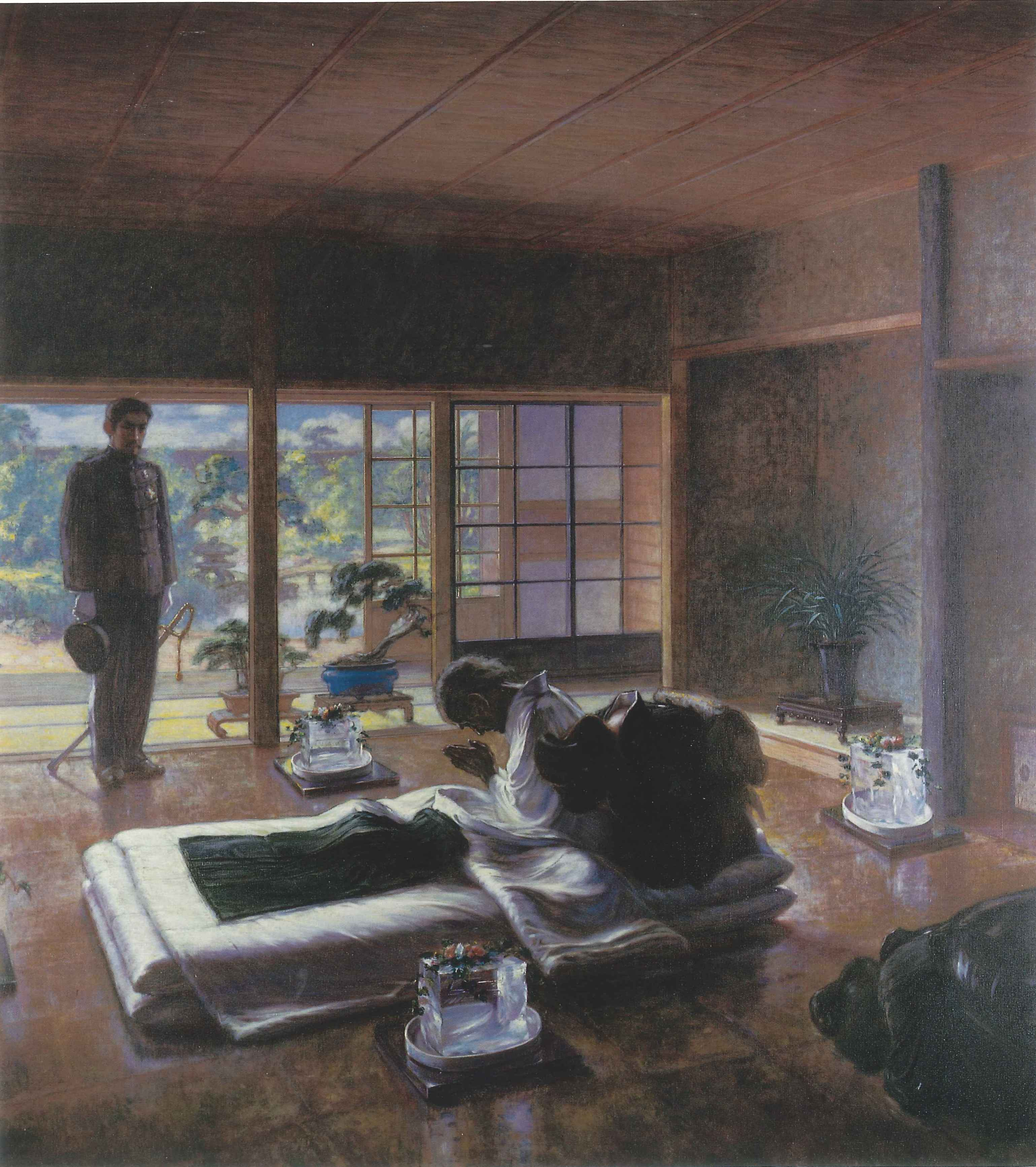
北蓮蔵画『岩倉邸行幸』（聖徳記念絵画館所蔵）

- 身長は五尺三寸（約160cm）ほど。蟄居時代に髭を蓄えたが、明治維新の際にすべて剃り、以後伸ばすことはなかった[8]。
- 日本酒を好み、その量も中人以上に譲らなかった。蟄居時代も、一日三回・五勺づつ飲むのを欠かさなかった。下物は湯豆腐と野菜もしくは魚類だった[8]。なお、晩年は日本酒を止め、ワインを飲んだ[9]。
- 食事は、牛鳥など獣肉類より野菜や魚類を好んだ。平生京都料理を好み、なかでもスッポン料理を最も好んでいた[9]。幽居中は、毎日魚類を食膳に上すことは出来なかったため、息子の具定・具経が川魚を釣り、これを料理して食膳に供した。岩倉は、これを無上の馳走として喜んだという[8]。
- 喫煙も好み、日本煙草を愛喫していた。維新後は葉巻の煙草も喫煙していたが、西洋煙草は口にしなかったという[9]。
- 和歌を鷹司政通に学んだ。謡曲や能仕舞も趣味として好んだが、声が小さかったので技量はあまり高くなかったという[9]。
- 岩倉が設立した私鉄日本鉄道は、東北本線・山手線・常磐線・高崎線やそれらの駅（上野駅・新宿駅・青森駅など）として、JR東日本に受け継がれ現在でも多くの人に利用されている。また鉄道界の発展に大きく貢献した恩人として、上野の鉄道学校は岩倉鉄道学校と改称している[10]。
- 晩年、自力で起き上がれぬほど病状が悪化。明治天皇の見舞いを受けた際は布団に袴を置いて礼装の代わりとし、合掌して出迎えたとされる[11]。
- 1951年（昭和26年）発行開始の日本銀行券五百円紙幣B号券、および1969年（昭和44年）発行開始の五百円紙幣C号券に岩倉の肖像が採用された。C号券は1982年（昭和57年）の五百円硬貨の登場後も、1985年（昭和60年）まで製造され、1994年（平成6年）4月1日の支払停止日まで日本銀行から払い出しされていた。なお、B号券、C号券共にキヨッソーネが描いた肖像画を左右反転させ、服装を大礼服から蝶ネクタイの背広に変えたものを使用している。

## 評価
- 勝海舟 「度量が大きくて、公卿の中でも珍しい人物であったよ。おれにさえ平気で政治上の事をいろいろ諮問せられた」[12]
- 伊藤博文
  - 「公は中々聡明英達の人であって、決断もあり、胆力もあり、かつ実に明弁であった。明弁にしてことの是非得失を観ることが明らかの人であった。我輩は岩公にいうた『閣下がもし元弘建武の世に生まれたならば、決して新田、足利をして争わしむることなく、王政復古は二百年前に出来たであろう』と。公は実に一世の豪傑であった」[13]
  - 「公は厳正にしてよく下情に通じておられた。しかして自ら奉ずるとは至って質素であって、我輩共は内閣より下がる節によく公の邸に立ち寄ったが、公はいつも給仕のものどもを斥け、二人対酌にて膳に向かい、一本づつ燗徳利を置いて話し合った。月に幾度となくこういう風に会合して、議論もすれば雑話もして、中々面白かった」[13]
  - 「公は岩倉村に閉居の時に学問をされて、和漢の学問には一通り通じておられた。嗜好は是というものはなかったが、囲碁は好きの方であった」[13]
- 香川敬三 「当世の人傑である。今、京都に公あり。九州に三條公あり。二公、力を合わせて天下の為に起つならば、直ちに風雲を収拾することができる」[14]

## 系譜

### 妻子
- 妻：誠子（岩倉具慶女、堀河康親養女）
  - 長女：増子 - 富小路政直養女、岩倉具綱夫人。
  - 五女：静子 （1863-1936）- 久世通章夫人、離別のち吉田良義夫人。

- 妻：槇子（野口為五郎女、はじめ妾、のちに後妻）
  - 次男：具定（1852年 - 1910年） - 具綱より家督相続、公爵。学習院院長、宮内大臣。
  - 三男：具経（1853年 - 1890年） - 分家を創設、男爵（長男具明子爵陞爵（しょうしゃく））。宮中顧問官。
  - 次女：伊豆子 - 夭折
  - 三女：極子（1858年 - 1936年） - 戸田氏共夫人。陸奥亮子とともに「鹿鳴館の華」と呼ばれた。
  - 四女：治子 - 夭折
  - 六女：寛子（1864年 - 1943年） - 初め恒子。有馬頼万夫人、離縁のち森有礼夫人。

- 家女房
  - 長男：具義（1842年 - 1879年） - はじめ興福寺僧侶、慶応4年（1868年）還俗、1872年（明治2年）南岩倉家を創設、男爵。妻は広橋胤保娘榮子。

- 妾：吉田花子（吉田仙次郎女）
  - 四男：道倶（1881年 - 1946年） - 分家を創設、男爵。貴族院議員。

- 養子：具綱（1841年 - 1923年） - 富小路政直長男、具視の長女増子の夫。

#### 子孫
- 孫
  - 岩倉具張 - 具定の長男。公爵、貴族院議員。
  - 有馬頼寧 - 寛子の長男。政治家。農林大臣・日本中央競馬会理事長を務めた。
  - 依仁親王妃周子 - 具定の長女。東伏見宮妃（後妻）。
  - 岩倉具光 - 具経の三男。大蔵大臣秘書官、京阪神急行電鉄副社長等。帝人事件の番町会設立者。
  - 鮫島具重 - 具経の四男。海軍中将。
  - 岩倉具顕 - 具定の五男。小桜葉子の父。
  - 中御門恭子 - 具綱・増子夫妻の長女。中御門経之の次男の妻。

- 曾孫
  - 岩倉具栄 - 具張の長男。英文学者。法政大学教授、岩倉鉄道学校（現・岩倉高等学校）総長。
  - 岩倉具実 - 具張の次男。言語学者。同志社大学教授。
  - 岩倉具方 - 具張の三男。画家。
  - 岩倉靖子 - 具張の三女。『華族赤化事件』で検挙・起訴された。釈放後自殺。
  - 有馬頼義 - 有馬頼寧の三男。作家。直木賞受賞
  - 森有正 - 森有礼・寛子夫妻の孫。哲学者。
  - 関屋綾子 - 森有正の妹。元・日本YWCA会長。原爆の図丸木美術館館長を1990年（平成2年）から2001年（平成13年）6月まで勤めた。
  - 岩倉具憲 - 具顕の長男。パシフィックホテル社長。
  - 岩倉具賢 - 具顕の次男。
  - 小桜葉子 - 具顕の長女。本名（旧姓）は岩倉具子。女優。
- 玄孫
  - 岩倉具忠 - 具栄の長男。イタリア文学者。京都大学教授。
  - 岩倉具房 - 具栄の次男。株式会社ウテナ代表取締役会長。
  - 岩倉具三 - 具方の三男（1937年 - 2010年）。自由民主党政務調査会事務部長。農業問題専門家。
  - 岩倉正枝 - 具定の曾孫。人材教育・人材派遣会社「クレセントスタッフ」を経営。
  - 岩倉誠彦 - 具定の曾孫。IT会社「ロック・ストアー・ハウス株式会社」代表取締役。
  - 岩倉瑞江 - 具憲の娘。婦人服ブランド「スポーティフ」を経営。
  - 德川宗英 - 田安徳川家11代目当主。極子の孫。
  - 松平宗紀 - 越前松平家20代目当主。極子の孫。
  - 亀井久興 - 元・衆議院議員、国土庁長官（第30代）。恒子（のちの寛子）の孫。
  - 加山雄三 - 歌手、俳優。小桜葉子の長男。
  - 喜多嶋瑛 - 元・ザ・ランチャーズ。具賢の長男。
  - 喜多嶋修 - 元・ザ・ランチャーズ。音楽プロデューサー。具賢の次男。
- 来孫
  - 亀井亜紀子 - 参議院議員、元・国民新党政策調査会長。
  - 喜多嶋舞 - 元・女優
  - 山下徹大 - 俳優
  - 梓真悠子 - 女優・料理研究家
  - 池端えみ - 女優
  - 松本与 - 岩倉具張の娘・初子の外孫。デザイナー・レディースブランド「INDIVI」のクリエイティヴディレクター
- 昆孫
  - 岩倉正和 - 弁護士。西村あさひ法律事務所のパートナー弁護士。

## 関連作品

### ドラマ
- 『竜馬がゆく』（1968年、NHK大河ドラマ、演：二谷英明）
- 『勝海舟』（1974年、NHK大河ドラマ、演：林昭夫）
- 『花神』（1977年、NHK大河ドラマ、演：西本裕行）
- 『竜馬がゆく』（1982年、テレビ東京12時間超ワイドドラマ、演：鈴木瑞穂）
- 『大奥』（1983年、関西テレビ、演：島田順司）
- 『田原坂』（1987年、日本テレビ年末時代劇スペシャル、演：佐藤慶）
- 『翔ぶが如く』（1990年、NHK大河ドラマ、演：小林稔侍）
- 『勝海舟』（1990年、日本テレビ年末時代劇スペシャル、演：原田大二郎）
- 『徳川慶喜』（1998年、NHK大河ドラマ、演：寺脇康文）
- 『竜馬がゆく』（2004年、テレビ東京新春ワイド時代劇、演：木下ほうか）
- 『新選組!』（2004年、NHK大河ドラマ、演：中村有志）
- 『篤姫』（2008年、NHK大河ドラマ、演：片岡鶴太郎）
- 『八重の桜』（2013年、NHK大河ドラマ、演：小堺一機）
- 『西郷どん』（2018年、NHK大河ドラマ、演：笑福亭鶴瓶）
- 『青天を衝け』（2021年、NHK大河ドラマ、演：山内圭哉）[15]

### 漫画
- 『AZUMI』（小学館、小山ゆう、2009年 - 2014年）
- 『ちるらん 新撰組鎮魂歌』（コアミックス、原作：梅村真也、作画：橋本エイジ、2010年 - 2023年）

### その他
- 『五賢人胸像』（監修：北村西望、制作：小金丸幾久、1967年、所蔵：旧多摩聖蹟記念館）
  - 向かって右から木戸孝允像、岩倉具視像、三条実美像、大久保利通像、西郷隆盛像が安置される[16][17]。1968年、同敷地内に建設された「明治維新五賢堂」の建設委員長が、子孫・岩倉具栄であることから、伊藤博文ではなく西郷隆盛を五賢人として扱うことが特徴[17]。その容貌は具栄ら親近者に確認しながら制作したため、実際に近いものとされた[17]。